# Unabhängige Wählergemeinschaft Schleswig-Holstein
Die Unabhängige Wählergemeinschaft Schleswig-Holstein (UWSH) war eine Partei, die Ende der 1980er-Jahre an den Landtagswahlen in Schleswig-Holstein teilnahm.

## Geschichte
Die UWSH griff auf einige Vorläuferorganisationen wie ULB (Unabhängige Lübecker Bürger), UWD (Unabhängige Wählergemeinschaft Dithmarschen) und UWH (Unabhängige Wählergemeinschaft Hennstedt) zurück und wurde 1986 von verschiedenen Kommunalpolitikern und dem Braunschweiger TU-Professor Reinhardt Guldager (Bürgermeister von Hennstedt und Fraktionsvorsitzender im Kreistag von Dithmarschen) gegründet. Sie trat mit Guldager als Spitzenkandidat zur Landtagswahl 1987 an und erreichte 1,3 %, bei der vorgezogenen Landtagswahl am 8. Mai 1988 nur noch 0,8 %.
Im Vorfeld der Wahl 1987 wurde bekannt, dass sich Guldager mit Ministerpräsident Barschel getroffen habe. Im Rahmen der Aufklärung der Barschel-Affäre wurde klar, dass Reiner Pfeiffer wohl im Auftrag Barschels diese Information veröffentlicht hatte und weitere Aktionen entfaltete, um Unfrieden in die UWSH zu tragen. Zuvor waren der UWSH 3 % bis 5 % zugetraut worden.

## Programmatik
Der UWSH trat insbesondere für die Interessen des Mittelstands, des Handwerks und der Landwirtschaft ein. Der Vorsitzende Guldager setzte sich insbesondere für bessere regionale Entwicklungsplanung ein. Eine der Forderungen der UWSH, die Einrichtung eines eigenständigen Ministeriums für Umwelt und Landesplanung, wurde durch die SPD-geführte Landesregierung umgesetzt. Erster Umweltminister wurde der parteilose Kieler Universitätsprofessor Berndt Heydemann.

## Persönlichkeiten aus der UWSH
Peter Ewaldsen (Bürgermeister und Kreistagsabgeordneter in Nordfriesland), Reinhardt Guldager (Vorsitzender 1986–1990), Dieter Harrsen (Leitender Verwaltungsbeamter des Amtes Pellworm, seit 2007 Landrat von Nordfriesland), Armin March (Bürgermeister a. D. der Stadt Wilster), Emil Schlee (ehemals CDU, später Abgeordneter im Europäischen Parlament für die Republikaner)

## Abspaltungen
Eine Abspaltung von der UWSH war die Wählergemeinschaft Schleswig-Holstein (WSH). Diese trat bei der Landtagswahl in Schleswig-Holstein 1996 an und erhielt 1,9 %.
Die Wählergemeinschaft Nordfriesland (WG-NF) wurde in ihrer Gründungsphase von der UWSH unterstützt.